# Untersteckholz
Untersteckholz (toponimo tedesco) è una frazione di 166 abitanti del comune svizzero di Langenthal, nel Canton Berna (regione dell'Emmental-Alta Argovia, circondario dell'Alta Argovia).

## Storia

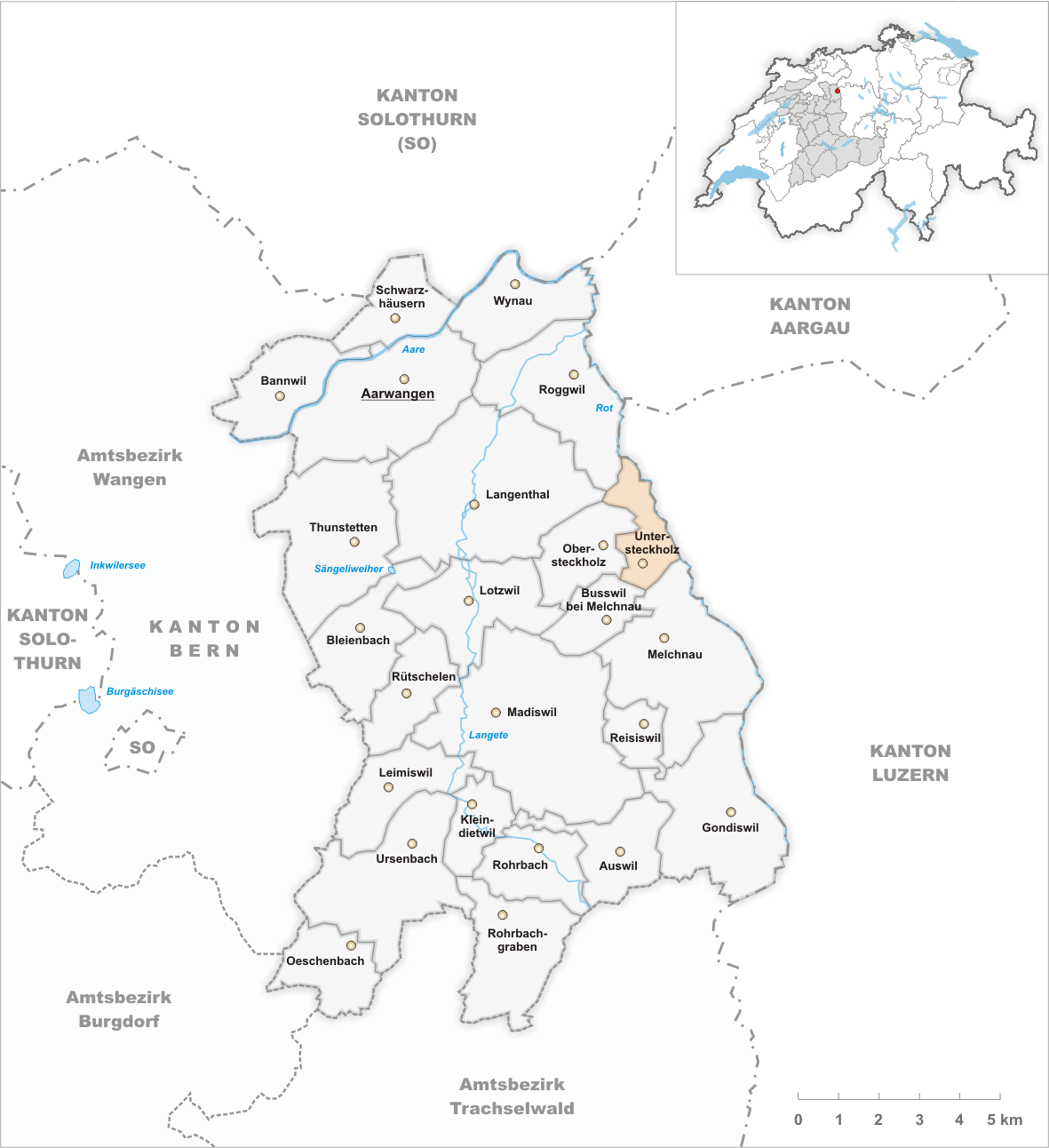
Il territorio del comune di Untersteckholz prima degli accorpamenti comunali del 2010

Già comune autonomo istituito nel 1831 e appartenente al distretto di Aarwangen, si estendeva per 2,8 km² e comprendeva anche le frazioni di Breiten, Kleben, Kleinroth, Sängi e Schwarzenbach; il 1º gennaio 2010 è stato accorpato a Langenthal.

## Monumenti e luoghi d'interesse
La località di Chlyrot è inserita nell'Inventario degli insediamenti svizzeri da proteggere (ISOS), che è parte dell'ordinanza del 1981 del Consiglio federale, che implementa la "Legge federale sulla protezione della natura e del patrimonio culturale".

## Società

### Evoluzione demografica
L'evoluzione demografica è riportata nella seguente tabella:
Abitanti censiti

## Amministrazione
Ogni famiglia originaria del luogo fa parte del cosiddetto comune patriziale e ha la responsabilità della manutenzione di ogni bene ricadente all'interno dei confini del comune.